# Kõrksaar
Kõrksaar est une île d'Estonie appartenant au village de Saulepi de la commune de Lääneranna. 